# Côte du Cilento
Cet article court présente un sujet plus développé dans : Cilento.

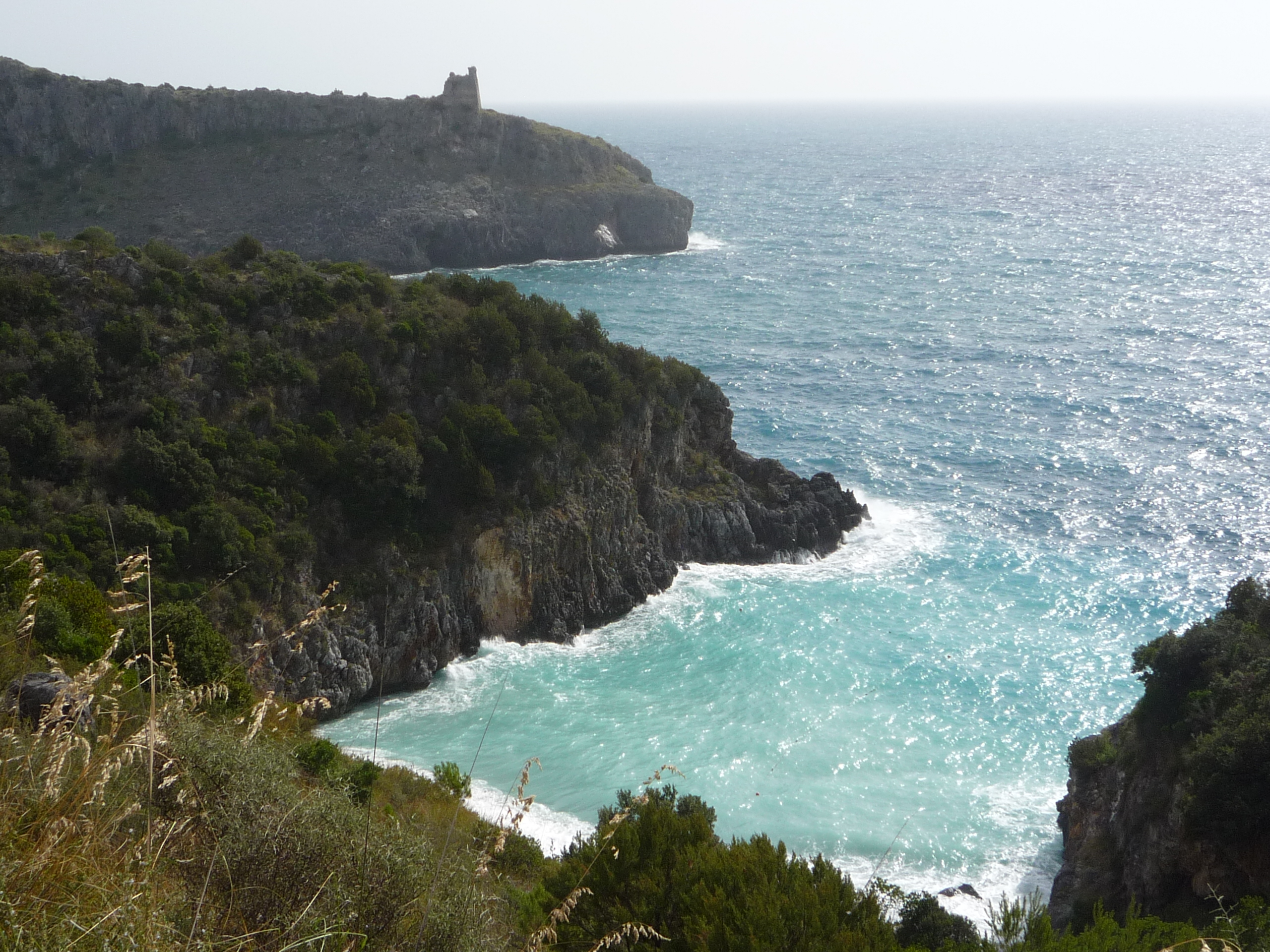
Illustration

La côte du Cilento (italien : Costiera Cilentana) désigne la côte du sud de la province de Salerne, en Italie.